# Peter Higgs
Peter Ware Higgs (phiên âm tiếng Việt: Pi-tơ Oe Hếch), FRS, FRSE, FKC (29 tháng 5 năm 1929  –  8 tháng 4 năm 2024) là một nhà vật lý lý thuyết người Anh và giáo sư danh dự tại Đại học Edinburgh. Ông giành giải Nobel Vật lý năm 2013.
Ông được biết đến với đề nghị năm 1960 của ông về việc sự đối xứng trong thuyết điện yếu bị phá vỡ, với đề xuất này, Higgs giải thích nguồn gốc của khối lượng của hạt cơ bản nói chung và của W và Z boson đặc biệt. Điều này được gọi là cơ chế Higgs, đã được đề xuất bởi nhà vật lý bên cạnh Higgs tại cùng một thời điểm, dự đoán sự tồn tại của một hạt mới, các boson Higgs (thường được mô tả là "hạt được săn lùng nhất trong vật lý hiện đại"). CERN công bố vào ngày 04 tháng 7 năm 2012 rằng họ đã thử nghiệm thiết lập sự tồn tại của một boson Higgs như, nhưng công việc tiếp theo cần thiết để phân tích thuộc tính của nó và xem nó có các tính chất dự kiến từ Standard Model Higgs boson. cơ chế Higgs thường được chấp nhận như một thành phần quan trọng trong mô hình chuẩn của vật lý hạt, mà không có các hạt không có khối lượng. Peter Higgs và Francois Englert là hai khoa học đã giành được giải Nobel Vật lý năm 2013 với công trình nghiên cứu lý thuyết về "hạt của Chúa" hay còn gọi là "Hạt Higgs".
Higgs đã được vinh danh với một số giải thưởng trong sự công nhận của công việc của mình, bao gồm Huy chương Dirac năm 1997 và giải thưởng cho những đóng góp xuất sắc cho vật lý lý thuyết Viện Vật lý, các năm 1997 năng lượng cao và Vật Lý Hạt giải thưởng của Hội Vật lý châu Âu, năm 2004 giải thưởng Wolf trong Vật lý và giải thưởng Vật lý Hạt lý thuyết JJ Sakurai 2010.
Ông qua đời ở tuổi 94 sau một trận ốm ngắn tại nhà ở Edinburgh vào ngày 8 tháng 4 năm 2024.